# Giuseppe Andrea Bizzarri
Pour les articles homonymes, voir Bizzarri.
Giuseppe Andrea Bizzarri (né le 11 mai 1802 à Paliano dans la province de Frosinone, dans le Latium et mort le 26 août 1877 à Rome) est un cardinal italien du XIXe siècle.

## Biographie
Giuseppe Andrea Bizzarri exerce des fonctions au sein de la curie romaine, notamment à la congrégation des évêques et à la « congrégation de l'Inquisition ». Il est élu archevêque titulaire de Philippes (de) en 1854 et consacré le 30 novembre de la même année par Gabriel della Genga Sermattei avec comme co-consécrateurs Eugène de Mazenod et Mariano Falcinelli Antoniacci.
Le pape Pie IX le crée cardinal lors du consistoire du 16 mars 1863. En 1867, il est nommé préfet de la « congrégation des indulgences ». Il participe au Concile de Vatican I en 1869-1870, dont il a contribué  à la préparation dans la commission des religieux. Le cardinal Bizzarri est encore préfet de la « congrégation des évêques » à partir de 1872 et camerlingue en 1874-1875.